# Oeneis celaeno
Oeneis celaeno är en fjärilsart som beskrevs av Jacob Hübner 1798. Oeneis celaeno ingår i släktet Oeneis och familjen praktfjärilar. Inga underarter finns listade i Catalogue of Life.